# Thomas Jäger
Pour les articles homonymes, voir De Jager ou De Jaeger et Jäger.
Thomas Jäger (né le 27 octobre 1976 à Karl-Marx-Stadt) est un pilote automobile allemand. Il a fini 3e du Championnat d'Allemagne de Formule 3 1999, puis a piloté en championnat DTM en 2000 et 2001.
Il s'engage depuis 2007 dans divers championnats de Grand Tourisme.

## Palmarès
- Vainqueur du Mini Challenge Allemagne en 2006
- Champion de Porsche Carrera Cup Allemagne en 2009
- 3e des 24 Heures de Spa 2011
- Vainqueur des 24 Heures de Dubaï en 2012
- Vainqueur des 12 Heures de Bathurst en 2013
- Vainqueur des 24 Heures du Circuit Paul Ricard en 2015